# Campeonato Mundial de Sóftbol Femenino de 1994
El Campeonato Mundial de Sóftbol Femenino de 1994 se celebró del 29 de julio al 7 de agosto de 1994 en San Juan de Terranova, Canadá. Estados Unidos gana su tercer título consecutivo con una victoria 6-0 sobre China. El evento contó con 28 países participantes, la mayor cantidad en este evento. Los cuatro primeros equipos obtuvieron el derecho a competir en los Juegos Olímpicos de Atlanta 1996. Dado que Estados Unidos (sede de los juegos olímpicos) se coronó campeón, se autorizó al quinto puesto a clasificar a esa competencia.

## Ronda preliminar

### Grupo A
|                | GP | W | L | RF | RA |
| -------------- | -- | - | - | -- | -- |
| Estados Unidos | 6  | 6 | 0 | 59 | 3  |
| China Taipéi   | 6  | 5 | 1 | 45 | 6  |
| Cuba           | 6  | 4 | 2 | 54 | 12 |
| Corea del Sur  | 6  | 3 | 3 | 24 | 48 |
| España         | 6  | 2 | 4 | 20 | 54 |
| Reino Unido    | 6  | 1 | 5 | 26 | 63 |
| Moldavia       | 6  | 0 | 6 | 0  | 42 |

### Grupo B
|               | GP | W | L | RF | RA  |
| ------------- | -- | - | - | -- | --- |
| Nueva Zelanda | 6  | 6 | 0 | 67 | 0   |
| Países Bajos  | 6  | 5 | 1 | 67 | 11  |
| Italia        | 6  | 4 | 2 | 50 | 23  |
| Bélgica       | 6  | 3 | 3 | 31 | 34  |
| Colombia      | 6  | 2 | 4 | 38 | 25  |
| Argentina     | 6  | 1 | 5 | 28 | 47  |
| Croacia       | 6  | 0 | 6 | 3  | 144 |

### Grupo C
|                 | GP | W | L | RF | RA  |
| --------------- | -- | - | - | -- | --- |
| China           | 6  | 5 | 1 | 75 | 1   |
| Canadá          | 6  | 5 | 1 | 66 | 3   |
| Puerto Rico     | 6  | 5 | 1 | 63 | 14  |
| Suecia          | 6  | 3 | 3 | 24 | 57  |
| República Checa | 6  | 2 | 4 | 44 | 49  |
| Bermudas        | 6  | 1 | 5 | 26 | 83  |
| Austria         | 6  | 0 | 6 | 19 | 110 |

### Grupo D
|                       | GP | W | L | RF | RA |
| --------------------- | -- | - | - | -- | -- |
| Australia             | 6  | 6 | 0 | 68 | 4  |
| Japón                 | 6  | 5 | 1 | 60 | 3  |
| Antillas Neerlandesas | 6  | 4 | 2 | 28 | 26 |
| Bahamas               | 6  | 3 | 3 | 26 | 32 |
| Botsuana              | 6  | 2 | 4 | 11 | 47 |
| Francia               | 6  | 1 | 5 | 18 | 43 |
| Ucrania               | 6  | 0 | 6 | 1  | 57 |

## Segunda ronda

### Round 1
| China Taipéi   | 4-0 | Japón         |            |
| Canadá         | 9-0 | Países Bajos  |            |
| Estados Unidos | 1-0 | Australia     | 10 innings |
| China          | 1-0 | Nueva Zelanda |            |

Japón y Holanda eliminados.

### Round 2
| Australia | 1-0 | China Taipei  |            |
| Canadá    | 1-0 | Nueva Zelanda | 12 innings |

China Taipei y Nueva Zelanda juegan el quinto puesto.

### Round 3
| Estados Unidos | 2-0 | Australia |
| China          | 5-0 | Canadá    |

### Partido por el quinto puesto
Disputado el 7 de agosto.
| China Taipéi | 1-0 | Nueva Zelanda |

China Taipéi obtiene la quinta plaza y clasifica a los Juegos Olímpicos de 1996.

## Ronda final
Disputados el 6 y el 7 de agosto.
El juego Estados Unidos-China duró 12 innings.
|  | 6 de agosto | 6 de agosto    | 6 de agosto |   |    | Medalla de bronce | Medalla de bronce | Medalla de bronce |    |       | Medalla de oro | Medalla de oro | Medalla de oro |
|  |             |                |             |   |    |                   |                   |                   |    |       |                |                |                |
|  | A1          | Estados Unidos | 2           |   |    |                   |                   |                   |    |       |                |                |                |
|  | C1          | China          | 1           |   |    |                   |                   |                   |    |       | A1             | Estados Unidos | 6              |
|  |             |                |             |   | C1 | China             | 1                 |                   | C1 | China | 0              |                |                |
|  |             | D1             | Australia   | 0 |    |                   |                   |                   |    |       |                |                |                |
|  | D1          | Australia      | 1           |   |    |                   |                   |                   |    |       |                |                |                |
|  | C2          | Canadá         | 0           |   |    |                   |                   |                   |    |       |                |                |                |

| Estados Unidos         |
| Campeón Estados Unidos |
| Quinto título          |